# Alexei Lubimov

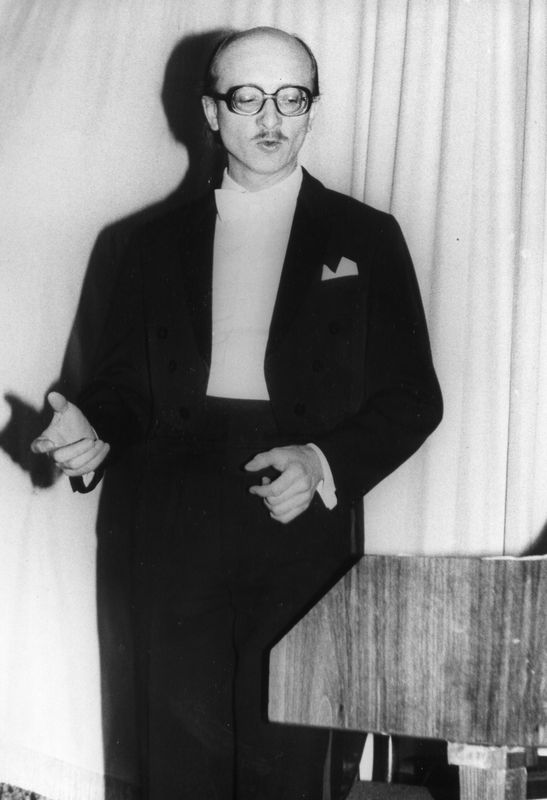
Alexei Lubimov

Alexei Lubimov (nascido em 1944 como Алексей Борисович Любимов, Alexey Borisovich Lyubimov) é um pianista, fortepianista e cravista russo. Lubimov estudou no Conservatório de Moscovo. Em temporadas recentes, realizou concertos com a Orquestra Filarmónica de Londres, a Orquestra Sinfónica da Cidade de Birmingham, a Orquestra Nacional Russa (em Moscovo) e a Tonkünstlerorchester. 

## Gravações
- Alexei Lubimov. Chopin, Bach, Mozart, Beethoven: at Chopin’s home piano. Fortepiano 1843 Pleyel. NIFCCD
- Alexei Lubimov. Franz Schubert. Impromptus. Fortepianos 1810 Matthias Müller, 1830 Joseph Schantz. Zig Zag Territorois.
- Alexei Lubimov, Yuri Martynov, Olga Martynova, Alexandra Koreneva, Elizaveta Miller, Olga Pashchenko, Alexey Zuev. Ludwig van Beethoven. Complete piano sonatas. Fortepianos Johann Andreas Stein, Anton Walter, Conrad Graf, Fryderyk Buchholtz (Paul McNulty). Moscow Conservatory Records
- Alexei Lubimov. Beethoven: Piano Sonatas - No.8, Op.13 “Pathetique”; No. 14, Op.27, No.2 “Moonlight”; No.21, Op.53 “Waldstein” in C Major; No.27. John Broadwood & Son 1806 (Cristopher Clarke). Erato
- Alexei Lubimov, Alexei Zuev. Claude Debussy. Preludes. Fortepianos Steinway 1913, Bechstein 1925. ECM Records.
- Alexei Lubimov, Keller Quartett. Lento — Alfred Schnittke, Dmitri Shostakovich. ECM Records
- Dennis Russel Davies, Alexei Lubimov, Radio Symphonieorchester Wien. Valentin Silvestrov: Metamusik/Postludum. ECM Records